# Château de Bourdeau
Le château de Bourdeau ou château de Bordeau est une ancienne maison forte du XIVe siècle, remanié et restauré au XIXe siècle, centre de la seigneurie de Bourdeau, élevée au rang de baronnie, qui se dresse sur la commune de Bourdeau dans le département de la Savoie, en région Auvergne-Rhône-Alpes.

## Situation

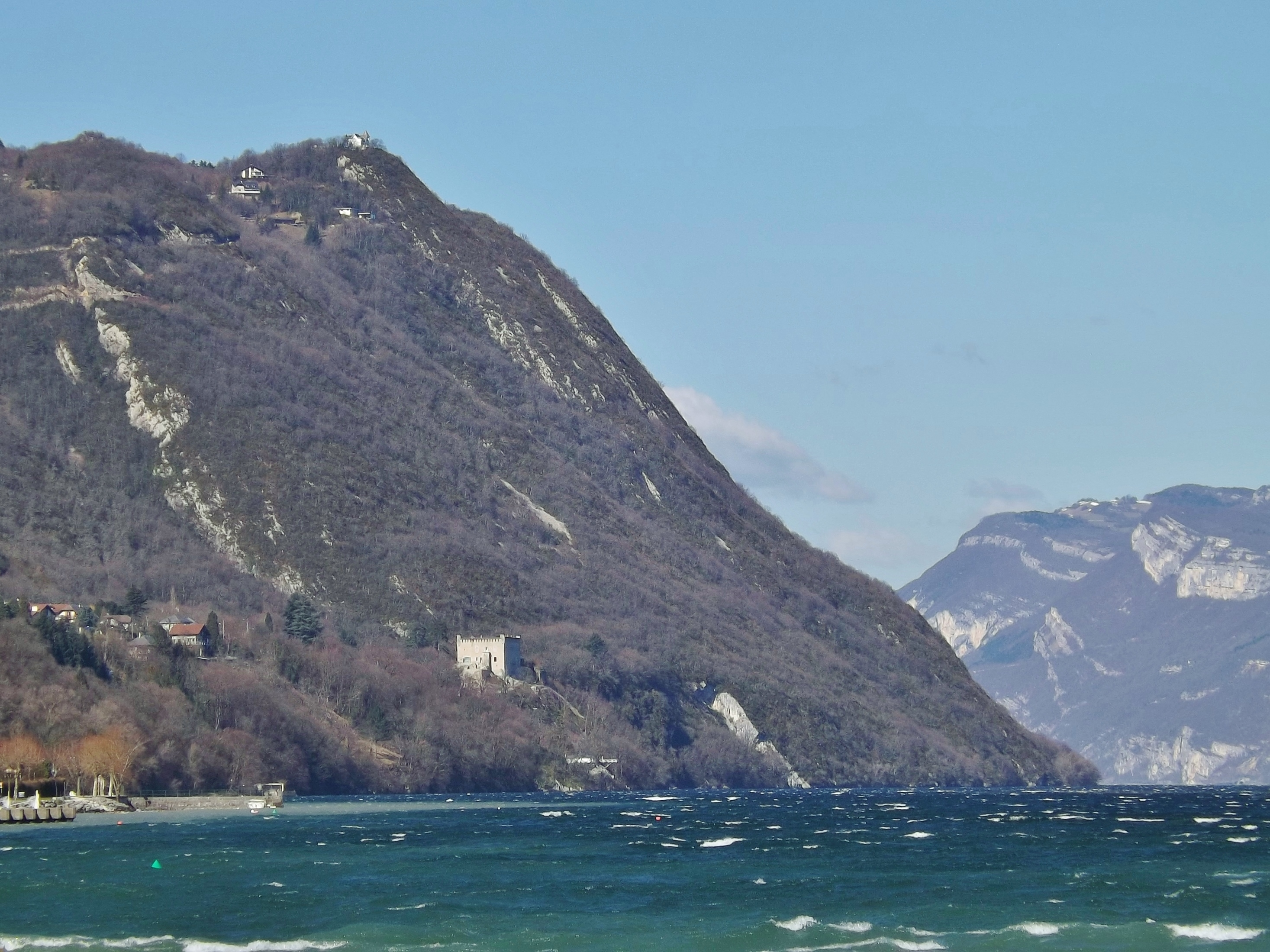
Le château à flanc de montagne.

Le château de Bourdeau est située dans le département français de la Savoie sur la commune de Bourdeau. Il est bâti sur une terrasse au pied du mont du Chat, sur la rive occidentale du lac du Bourget qu'il surplombe d'environ 80 mètres. Le château se trouve au-dessus de la crique de Bourdeau. Il commandait le chemin qui empruntait l'ancienne voie romaine de Chambéry (Lemencum) à Yenne (Etana).

## Histoire
Le site aurait été occupé dès l'époque romaine et on y aurait édifié un « astrium », servant de résidence au préfet des Barques.
Rasé par les sarrasins, le fortin fut réédifié aux IXe ou Xe siècle et restauré au XIIe siècle.
Le château a comme premier possesseur les sires de Seyssel. Il est mentionné avec certitude en 1330. Les Seyssel le garderont jusqu'en 1570. En 1263,, Humbert Ier de Seyssel, seigneur de Bourdeau et d'Aix (Aix-les-Bains), en rend hommage. En 1344, la famille de Bourdeau, qui s'éteindra au XVIIIe siècle, en fait hommage en arrière-fief, aux Seyssel.
Guy de Seyssel, fils d'Humbert Ier, lui succède. Le 17 mars 1316 Humbert III de Seyssel, petit-neveu de Guy, en obtient les droits seigneuriaux, haute, moyenne et basse justice, du comte Amédée V de Savoie. Lui succède son fis, Aymard, seigneur de Bourdeau, d'Aix, de La Serraz (Le Bourget-du-Lac), d'Aiguebelette, de Saint-Cassin (Saint-Cassin), de la Bathie, du Bourget et de Chignin (Chignin) et après lui ses fils Geoffroy, Jean et Pierre.
En 1330, le château résiste victorieusement à une tentative menée par les dauphins de Viennois pour s'emparer de la place. En 1390, Pierre de Seyssel, vicomte de Novalaise, seigneur de Bourdeau, de Choisel, etc. est seigneur de Bourdeau.
Au XVIe siècle, on y établit une manufacture d'armes, comme rapporté par Montaigne dans son Journal du voyage de Michel de Montaigne en Italie par la Suisse & l'Allemagne en 1580 & 1581, Avec des Notes par M. de Querlon.
Au décès de Claude de Seyssel, sa fille, Jeanne, en hérite et l'apporte en dot, le 2 août 1570, à Louis de Livron. Le château se transmet successivement de père en fils ; Jean de Livron, puis un autre Louis de Livron, qui le lègue à sa mort, le 22 novembre 1671, au collège des Jésuites de Chambéry.
Ces derniers le revendent, le 7 juillet 1688, à Antoine Sallier de La Tour de Cordon, président de la Chambre des comptes, qui le lègue à son fils cadet, Philippe Sallier de La Tour de Cordon, ministre plénipotentiaire à La Haye, puis ministre de la guerre, fait baron de Bourdeau. Après lui, vient son fils François en 1707. Victor Amédée de Sallier de La Tour de Cordon le gardera jusqu'à son émigration en 1793.
À la veille de la Révolution le donjon est déjà en ruine. En 1710, au décès du comte de La Tour, marquis de Cordon, est dressé un inventaire qui fait état déjà de la ruine des murailles du château et de la cour et dont il ne subsiste que la grande porte.
Lors de la période révolutionnaire, on détruit les murs d'enceintes, on comble les fossés, ses quatre tours ainsi que ses tourelles et son clocher sont abattus. Déclaré bien national, le 3 avril 1800,, il est vendu à Jean-Baptiste Viviand de Chambéry, qui en revend les pierres en vue de la construction de la nouvelle église paroissiale. Ses héritiers le cèdent, par échange, en 1810, à l’avocat Antoine Métral de Chambéry, qui y fait quelques travaux de restauration.
Le 2 octobre 1850, ses héritiers le vendent à Joseph-Louis-Thomas Girod, premier président de la cour impériale de Chambéry.
En 1863, George Sand séjourna dans la bâtisse lors de la rédaction de son roman, Mademoiselle la Quintinie. Le château servit de cadre pour l'histoire. Ainsi elle écrira : « Tu connais ce beau pays de Savoie ; je ne sais pas si tu te rappelles cette localité, tout ce rivage du lac du côté qui ferme à pic la muraille dentelée appelée la chaîne des Monts du Chat (…) De là, on domine tout le lac, long, étroit, sinueux et ressemblant à un large fleuve du nouveau monde ; mais quel fleuve a cette transparence de saphir et ces miroitements irisés ? ».
Le bâtiment renaît, en 1875, sous l'impulsion de Joseph Girod, qui le restaure profondément avec la participation de l’architecte Pellegrini, auteur, entre autres, du Casino Grand-Cercle d’Aix-les-Bains ainsi que du palais de justice de Chambéry.
Au XIXe siècle Alphonse de Lamartine y séjourne.
Le château de Bourdeau est acheté, en 1880, par Alexis Gigot de Villefaigne, ancien joaillier à Saint-Pétersbourg ; ses descendant le posséderont jusqu'en 2010 où il est vendu à une famille parisienne Mr MICHAUX jean-luc.
L'édifice fut transformé en restaurant durant quelque temps avant que cette activité ne soit abandonnée en 1955 et qu'il redevienne un château à usage privé.

## Description

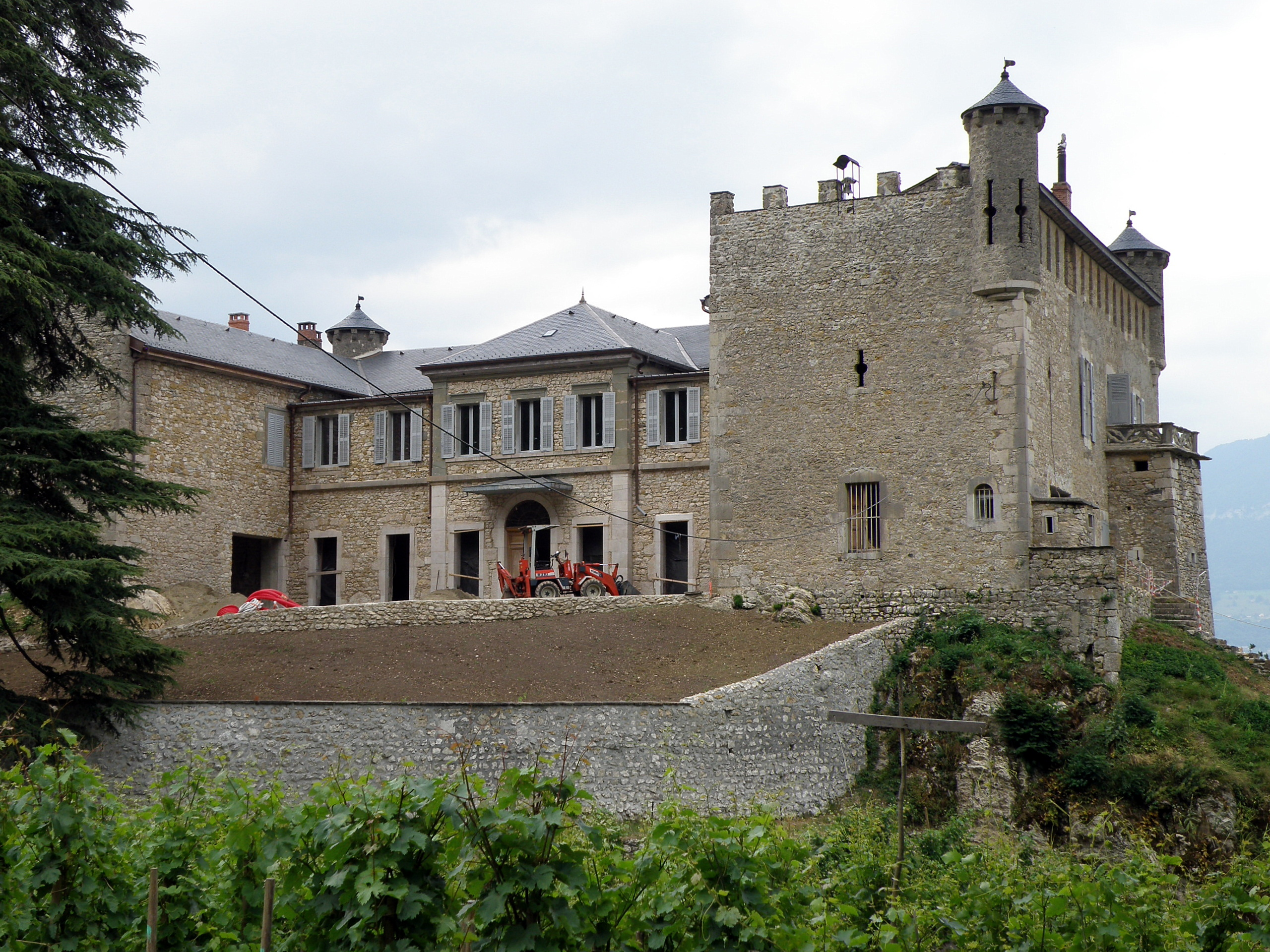
Château de Bourdeau (en cours de rénovation).

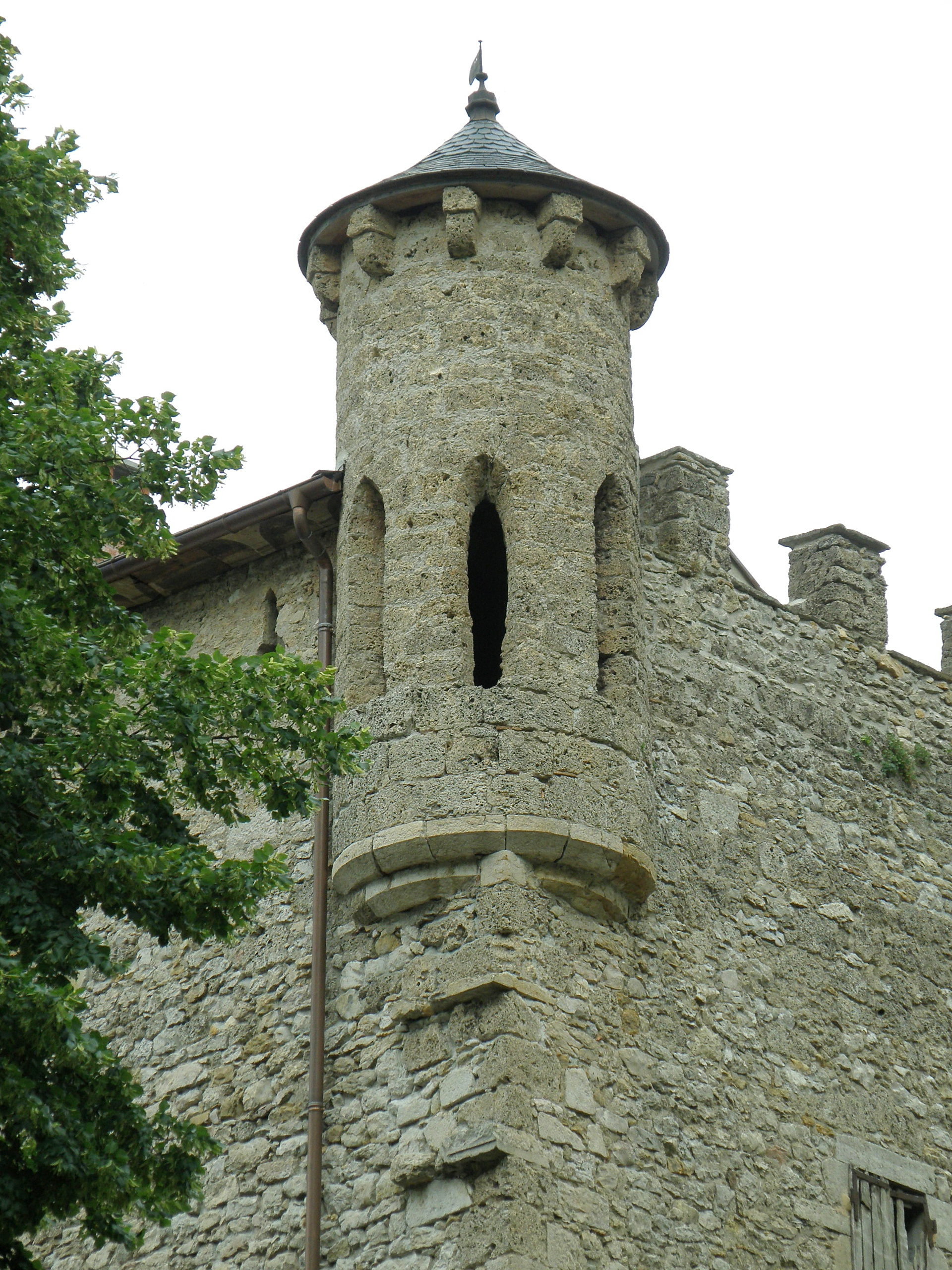
Gros plan sur l'une des échauguettes à arbalétrières dont est cantonné le corps de logis.

À l'origine, deux enceintes fossoyées percés de meurtrières, flanquées de tours crénelées, enserre un logis quadrangulaire construit à même le rocher sur lequel il est établi. Ses murailles épaisses n'étaient percées que de rares et étroites ouvertures. À leurs sommets couraient un chemin de ronde crénelé et pourvu de mâchicoulis. Des tourelles en encorbellement en dotait les quatre angles et dominant le tout une guette. Le logis était distribué par un escalier pris dans l'épaisseur des murs.
On accédait au château après avoir franchi les deux portes accostés de tourelles et pourvues toutes deux d'une herse, actionnée à partir d'un corps de garde, et précédées d'un pont-levis. Dans cet espace, outre le logis seigneurial, non loin de l'angle sud-ouest, appuyé sur la façade sud se dressait le donjon. Les communs trouvaient leurs places au nord ainsi qu'un petit potager. Un bâtiment isolé abritait la fauconnerie. Une chapelle castrale est mentionnée de 1493 à 1673.
Bourdeau a ét restauré par Joseph Girod qui lui a redonné son aspect d'antan, est un château de style troubadour. Le logis est muni aux angles de poivrières sur culot. L'ensemble de ses murailles, relevées, sont couronnées de créneaux pourvues de mâchicoulis. Un jardin anglais créé à cette époque vient compléter cet ensemble.

## Activités commerciales
L'exploitation commerciale du château repose sur plusieurs activités que sont :
- Restaurant appelé “Le chat qui nage” en raison de la proximité du sommet la Dent du Chat.
- Hôtellerie avec sept chambres à thèmes,
- Culture de la vigne